# Dzeržinska gora
Dzeržinska gora (belorusko Гара Дзяржынская) je najvišji vrh v Belorusiji. Hrib je visok 345 metrov in se nahaja zahodno od Minska, blizu Dzjaržinskega v vasi Skirmuntava.
Prvotno je bila gora imenovana Svijataja gora (Святая гара), dokler je niso leta 1958 preimenovali po Feliksu Edmundoviču Dzeržinskem, ustanovitelju NKVD/KGB.